# Serbie contre la violence (coalition)
Serbie contre la violence (en serbe cyrillique : Србија против насиља ; en serbe latin : Srbija protiv nasilja, abrégé en SPN) est une coalition de partis politiques d'opposition en Serbie. Officialisé en octobre 2023, le SPN participe aux élections législatives nationales, provinciales de Voïvodine et municipales qui se tiennent le 17 décembre 2023.

## Histoire

### Contexte
En mai 2023, deux tueries de masse ont eu lieu, dans une école primaire de Belgrade et dans des villages proches de Mladenovac et Smederevo,. Ces fusillades provoquent des manifestations massives en Serbie, baptisées Serbie contre la violence,. Initialement organisée par le Parti démocrate (DS), Ne laissez pas tomber Belgrade (NDB), le Parti de la liberté et de la justice (SSP), le Mouvement des citoyens libres (PSG), le Parti populaire (Narodna) et Ensemble (Zajedno), les manifestations ont été rejointes par le Mouvement populaire de Serbie (NPS) et Soulèvement écologique (UE) en août 2023, tandis que Narodna en est exclu,,.
Au cours des manifestations, la coopération entre les partis d'opposition participants s’accroit. Marinika Tepić, vice-présidente du SSP, déclare en août 2023 que la création d'une alliance électorale entre les partis organisateur est possible. Le même mois, DS, Ensemble et Le Centre de Serbie (SRCE), signent un accord de coopération. En septembre 2023, l'ensemble des organisateurs des manifestations signent les Accords pour la victoire, un document établissant les principes de leur coopération,.

### Formation
Début octobre 2023, les partis organisent plusieurs réunions afin de discuter d’une coalition commune,. Le 26 octobre, Ils s'accordent sur la création de leur nouvelle coalition, Serbie contre la violence (SPN),. L'accord de coalition est finalement signé par les responsables des partis membres le 3 novembre.

## Idéologie
Le SPN est composé des partis politiques d'opposition pro-européenne à la gauche du Parti progressiste serbe au pouvoir.
Dragan Đilas, président du SSP, affirme que la coalition est prête a vaincre le crime et la corruption et a assurer un avenir sans violence pour la Serbie, revendications des manifestations de 2023.
En termes de politique économique et sociale, Il promet que le SPN augmenterait les salaires, stopperait l'inflation, assurerait que chacun ait un emploi, restituerait aux retraités les pensions abaissées par le gouvernement d'Aleksandar Vučić, investirait dans l'éducation et briserait les monopoles,. Aleksandar Jovanović Ćuta, leader du Soulèvement Écologique, déclare d'autre part que selon lui, la tâche principale du SPN serait « d'éradiquer la faim » en Serbie.
En termes de politique sanitaire et écologique, les partis fondateurs promettent enfin d'assurer la qualité de l'air, de l'eau et de la nourriture.

## Partis membres
| Partis membres | Partis membres                               | Représentant(s)                      | Idéologie principale                         | Positionnement politique                     | Assemblée nationale | Assemblée provinciale de Voïvodine | Assemblée municipale de Belgrade |
| -------------- | -------------------------------------------- | ------------------------------------ | -------------------------------------------- | -------------------------------------------- | ------------------- | ---------------------------------- | -------------------------------- |
|                | Parti démocrate (DS)                         | Zoran Lutovac                        | Social-démocratie                            | Centre gauche                                | 10 / 250            | 0 / 120                            | 9 / 110                          |
|                | Parti de la liberté et de la justice (SSP)   | Dragan Đilas                         | Social-démocratie                            | Centre gauche                                | 9 / 250             | 0 / 120                            | 6 / 110                          |
|                | Front de la gauche verte (ZLF)               | Radomir Lazović                      | Écologie politique                           | Gauche                                       | 5 / 250             | 0 / 120                            | 10 / 110                         |
|                | Ensemble (Zajedno)                           | Biljana Stojković, Nebojša Zelenović | Écologie politique                           | Gauche                                       | 5 / 250             | 0 / 120                            | 3 / 110                          |
|                | Mouvement populaire de Serbie (NPS)          | Miroslav Aleksić                     | Lutte contre la corruption                   | Centre droit                                 | 4 / 250             | 0 / 120                            | 4 / 110                          |
|                | Mouvement des citoyens libres (PSG)          | Pavle Grbović                        | Liberalisme                                  | Centre                                       | 3 / 250             | 0 / 120                            | 3 / 110                          |
|                | Soulèvement écologique (EU)                  | Aleksandar Jovanović Ćuta            | Écologie politique                           | Gauche                                       | 3 / 250             | 0 / 120                            | 0 / 110                          |
|                | Mouvement pour le changement (PZP)           | Janko Veselinović                    | Social-démocratie                            | Centre gauche                                | 1 / 250             | 0 / 120                            | 1 / 110                          |
|                | Syndicats unis de Serbie "Sloga" (USS Sloga) | Željko Veselinović                   | Syndicalisme                                 | Gauche                                       | 1 / 250             | 0 / 120                            | 1 / 110                          |
|                | Nouveau visage de Serbie (NLS)               | Miloš Parandilović                   | Conservatisme                                | Centre droit                                 | 1 / 250             | 0 / 120                            | 1 / 110                          |
|                | Mère patrie                                  | Slaviša Ristić                       | Défense des intérêts de la minorité kosovare | Défense des intérêts de la minorité kosovare | 1 / 250             | 0 / 120                            | 0 / 110                          |
|                | Centre de Serbie (SRCE)                      | Zdravko Ponoš                        | Centre                                       | Centre                                       | 0 / 250             | 0 / 120                            | 0 / 110                          |
|                | Parti démocrate civique (GDP)                | Miroslav Ilić                        | Autonomisme de Voïvodine                     | Gauche                                       | 0 / 250             | 0 / 120                            | 0 / 110                          |
|                | Parti roumain (PR/RP)                        | Ion Sfera                            | Défense des intérêts de la minorité roumaine | Défense des intérêts de la minorité roumaine | 0 / 250             | 0 / 120                            | 0 / 110                          |